# Wu-Mannigfaltigkeit
Die Wu-Mannigfaltigkeit ist im mathematischen Teilgebiet der Lie-Theorie eine als Quotientenraum von Lie-Gruppen definierte 5-Mannigfaltigkeit. Eine besondere Rolle spielt die Mannigfaltigkeit durch ihre besonderen Eigenschaften in der Algebraischen Topologie, Kobordismustheorie und Spin-Geometrie. Benannt und erstmals untersucht wurde die Mannigfaltigkeit vom chinesischen Mathematiker Wu Wenjun.

## Definition
Die speziellen orthogonalen Gruppe {\displaystyle \operatorname {SO} (n)} lässt sich kanonisch in die spezielle unitäre Gruppe {\displaystyle \operatorname {SU} (n)} einbetten. Der Orbitraum:
{\displaystyle W:=\operatorname {SU} (3)/\operatorname {SO} (3)}
ist die Wu-Mannigfaltigkeit.

## Eigenschaften
- {\displaystyle W} ist eine einfach zusammenhängende rationale Homologiesphäre (mit nichttrivialen Homologiegruppen {\displaystyle H_{0}(W)\cong \mathbb {Z} }, {\displaystyle H_{2}(W)\cong \mathbb {Z} _{2}}[3] und {\displaystyle H_{5}(W)\cong \mathbb {Z} }), welche keine Sphäre ist. Da in vier oder weniger Dimensionen jede einfach zusammenhängende rationale Homologiesphäre sogar eine Sphäre ist, ist {\displaystyle W} also ein Gegenbeispiel niedrigster Dimension.[4][5]
- {\displaystyle W} hat die Kohomologiegruppen:[1]
{\displaystyle H^{0}(W;\mathbb {Z} _{2})=\mathbb {Z} _{2}}
{\displaystyle H^{1}(W;\mathbb {Z} _{2})=1}
{\displaystyle H^{2}(W;\mathbb {Z} _{2})=\mathbb {Z} _{2}}
{\displaystyle H^{3}(W;\mathbb {Z} _{2})=\mathbb {Z} _{2}}
{\displaystyle H^{4}(W;\mathbb {Z} _{2})=1}
{\displaystyle H^{5}(W;\mathbb {Z} _{2})=\mathbb {Z} _{2}}
- {\displaystyle W} ist der Generator des orientierten Kobordismusringes {\displaystyle \Omega _{5}^{\operatorname {SO} }\cong \mathbb {Z} _{2}}.[1][2]
- {\displaystyle W} ist eine Spinʰ-Mannigfaltigkeit, welche keine Spinᶜ-Struktur besitzt.